# Casa Elizalde
La Casa Elizalde és un edifici al carrer de València, 302 al barri de la Dreta de l'Eixample de Barcelona, catalogat com a bé cultural d'interès local. Tot i que va ser projectat com a habitatge, també va ser la seu de l'empresa familiar. Actualment és un centre cultural.

## Història
El 31 de desembre del 1881, l'indià Francesc Jaurés i Gualba, casat amb Josepa Rouvier i Elizalde, comprà el solar a Josep Francesc de Paz i de Martí, i va encarregar-ne el projecte a l'arquitecte Emili Sala i Cortès. Després de solucionar uns problemes amb els fonaments causats pel pas del Torrent de l'Olla, les obres de la nova residència van començar el 1885 i s'acabaren el 1888.
El matrimoni no va tenir descendència, i a la mort de Jaurés el 1895, l'edifici va passar a mans del nebot de la seva muller, Arturo Elizalde Rouvier (1871-1925), un enginyer nascut a Cuba i fundador de l'empresa que porta el seu nom, dedicada a la reparació i fabricació d'automòbils, i posteriorment, també de motors d'aviació.
El 1925, Arturo va morir de grip a París, i la casa i l'empresa van ser heretats per la seva muller Carme Biada i Navarro (besneta de Miquel Biada i Bunyol, constructor de la línia de ferrocarril Barcelona-Mataró), que la va orientar en exclusiva al sector aeronàutic, canviant la seva raó social a Elizalde SA. El 1928 s'hi van fer unes reformes que en van modificar la distribució, la creació del pati a la part esquerra i la desaparació de l'esvelta columna que dividia el finestral de l'extrem dret de la planta baixa, on actualment es pot apreciar una obertura més gran que els altres tres. El 1940, després de la Guerra Civil espanyola, l'arquitecte Josep Maria Aixelà hi va fer unes noves reformes per a acollir les oficines de l'empresa familiar, que suposaren la desaparició de la tribuna del pis principal.
La família Elizalde hi van residir fins al 1964, quan van vendre la casa a la companyia Unión de Propietarios SA per 25 milions de pessetes. Tanmateix, les profundes reformes projectades per l'arquitecte Josep Maria Pagès i Carrera van ser desestimades el 1966. El 1974, Delfí Rabetllat i Tafí (propietari de la masia i celler de Ca n'Estella a Sant Esteve Sesrovires) va comprar l'edifici amb la intenció d'enderrocar-lo i construir-hi un nou bloc d'habitatges, per la qual cosa va intentar que es declarés en ruïna, pero el permís li fou denegat. El 1978, fou inclòs provisionalment en el Catàleg de Patrimoni Arquitectònic de Barcelona, quedant-hi definitivament inscrit l'any següent. El 1981, l'Ajuntament de Barcelona va adquirir-lo, i entre 1985 i 1988 s'hi va dur a terme una rehabilitació a càrrec del cap de la Unitat Operativa de Projectes Urbans Josep Maria Casanovas i l'arquitecte Xavier Pigrau. El 1989 va obrir les portes com a centre cultural.

## Arquitectura
És un edifici compost de semisoterrani, entresòl i dos pisos, amb un gran pati rectangular a l'interior de l'illa. La casa està composta de manera clàssica, encara que la façana no va ser concebuda de manera simètrica a les primeres plantes, per bé que la planta superior i el coronament de la coberta sí que ho eren. Tot i que la porta d'entrada és a l'extrem dret de la façana principal, aquesta es troba a nivell de la planta baixa, mantenint-se així fins al pati posterior.
Les obertures del soterrani són finestres d'arc escarser, a diferència de les de l'entresol, que a manera de balcó ampitat presenten una llinda recta. Una franja esculpida a manera de cornisa separa aquest volum inferior del superior, que s'organitza verticalment dos volums laterals que a manera de torres realcen el cos central on es localitza un gran balcó de pedra que engloba tres finestres (i que en origen era una tribuna). Aquestes finestres estan decorades amb petites cornises esculpides, tot disposant la central d'un frontó tancat amb un medalló esculpit on es pot llegir les inicials del primer propietari, Francesc Jaurés. A cadascú dels cossos torrejats es localitzen sengles balcons, a diferència del central, amb barana de ferro; l'obertura es remata també amb una cornisa que en aquest cas, incorpora un medalló central esculpit.
El segon pis presenta quatre obertures de menor alçada i sense cap decoració rellevant. La cornisa, els permòdols sota els balcons i els medallons, fets de pedra de Montjuïc, van ser encarregats a Magí Augé.
L'interior estava distribuït segons els usos típics de les famílies benestants de l'època: el semisoterrani era destinat al servei, l'entresòl a la recepció i al despatx del propietari; al primer pis, la família Elizalde hi tenia els dormitoris, la capella i un saló amb billar i llar de foc; al segon pis hi havia els dormitoris del servei i s'hi ccedia també al terrat, on s'estenia la bugada. Hi destaca la qualitat dels materials utilitzats, com ara el paviment de fusta, els plafons de guix treballat, el marbre de l'escala o la claraboia de vitrall emplomat.
La família Elizalde hi va realitzar diverses reformes que van augmentar el nombre de dormitoris i desaparèixer la tribuna central de la planta noble i encimbellant el forat del balcó, adossant-hi un frontó arrodonit tancat per un medalló. A més, el canvi de propietari també va afectar els òculs del coronament (que avui són cecs), en els quals hi havia originalment les inicials FJ (Francesc Jaurés).

## Galeria

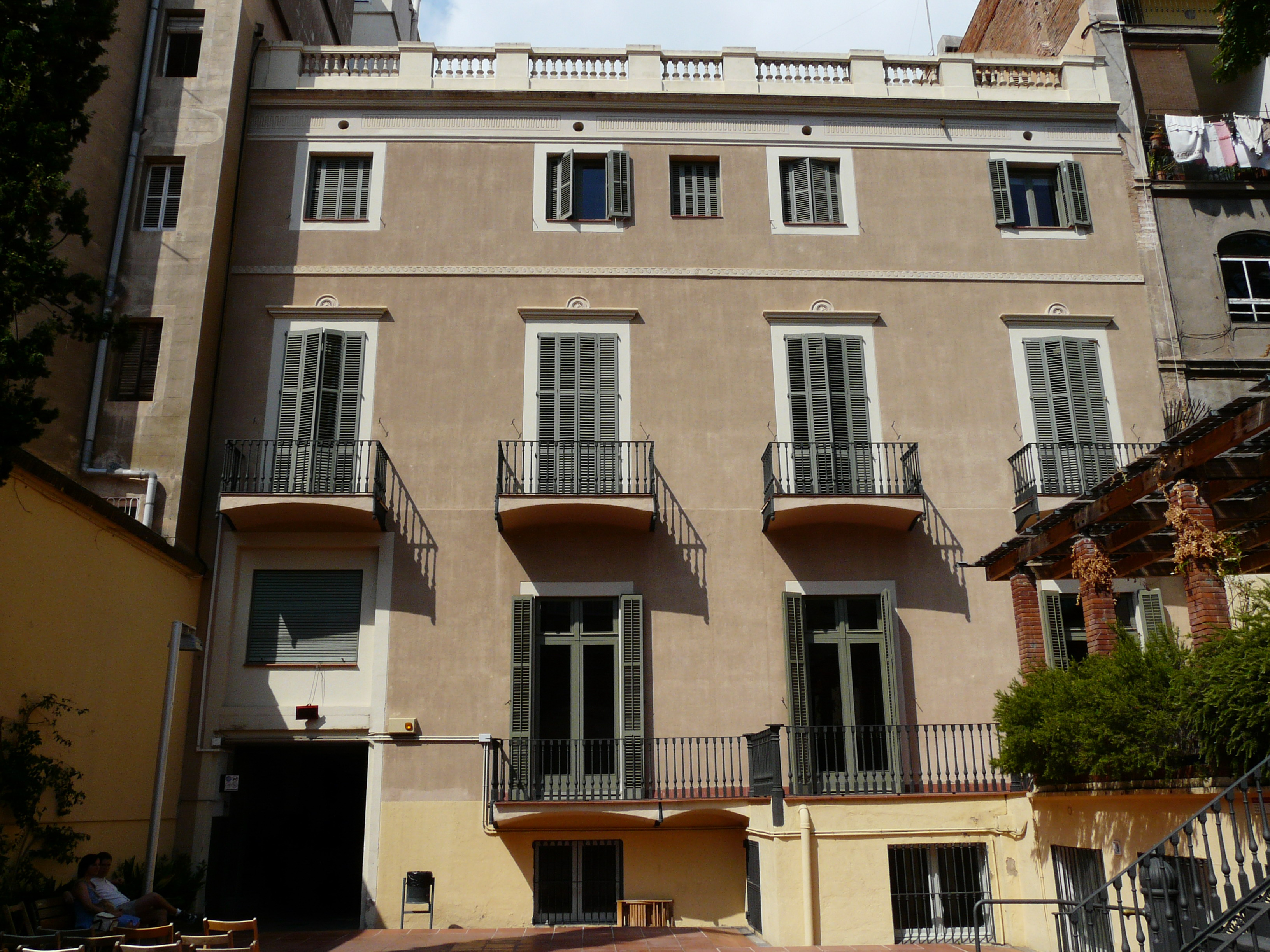
Façana del pati interior
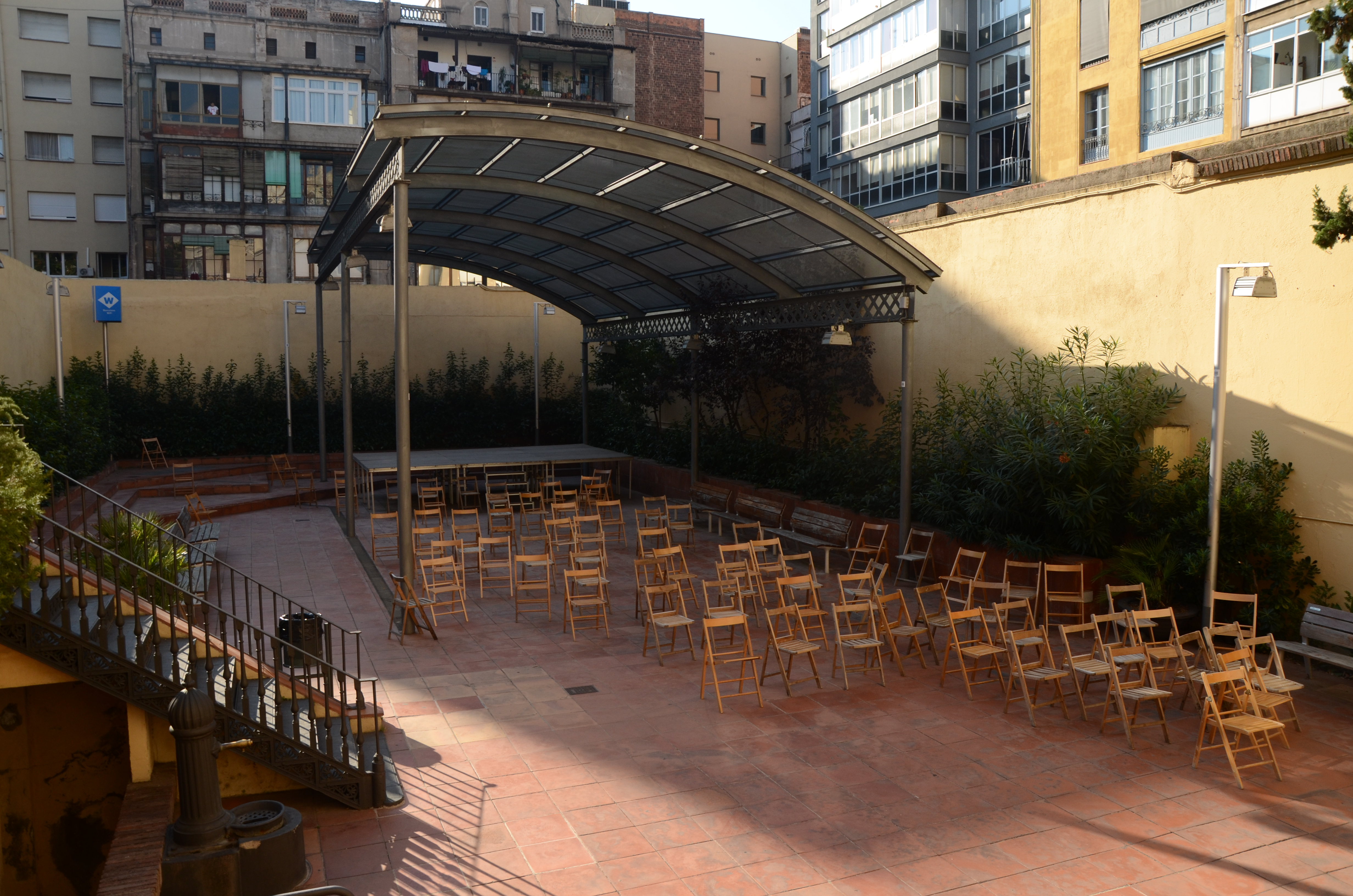
Pati interior preparat per a un acte
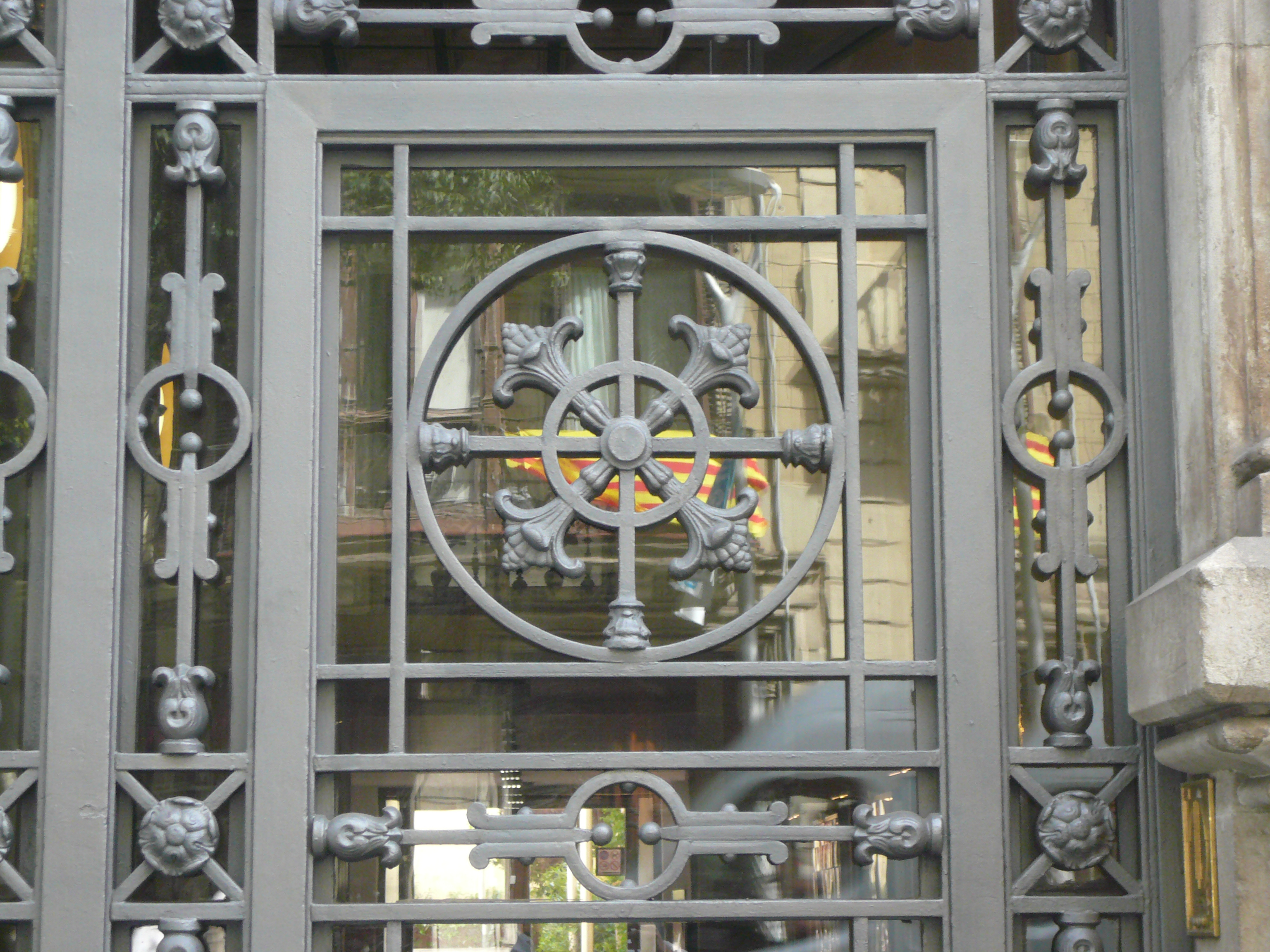
Detall de la porta d'entrada
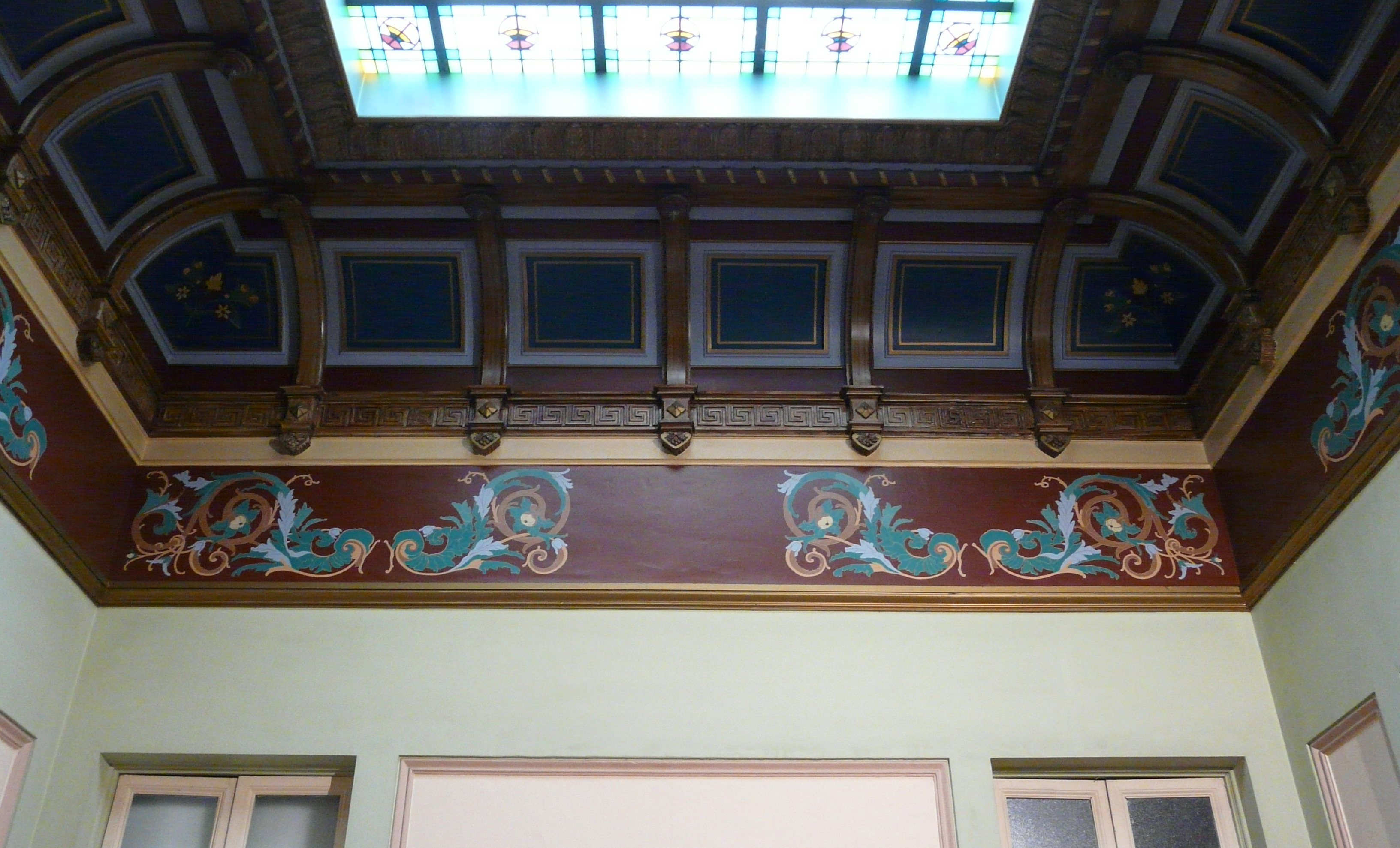
Sostre de l'escala
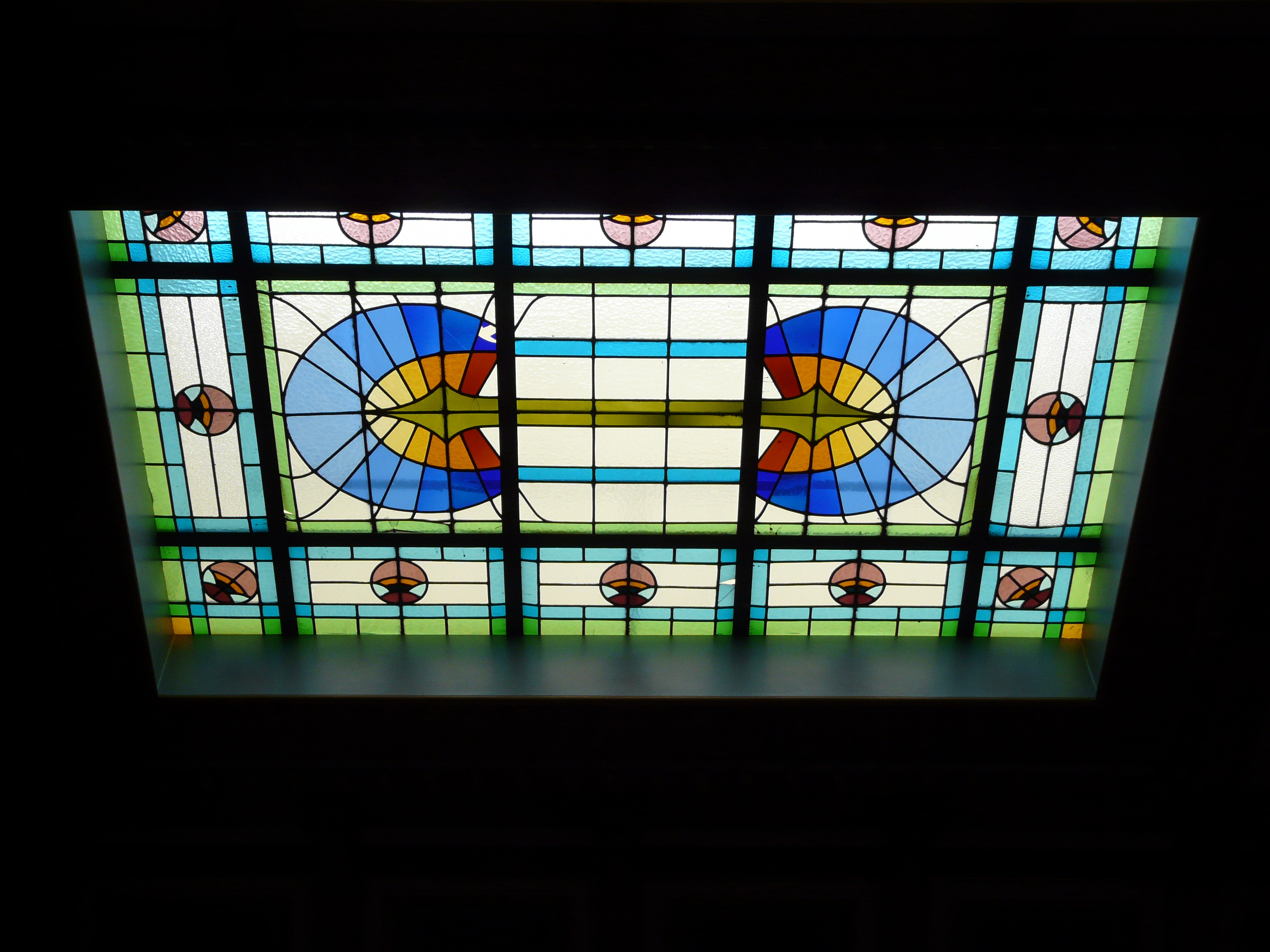
Una de les claraboies
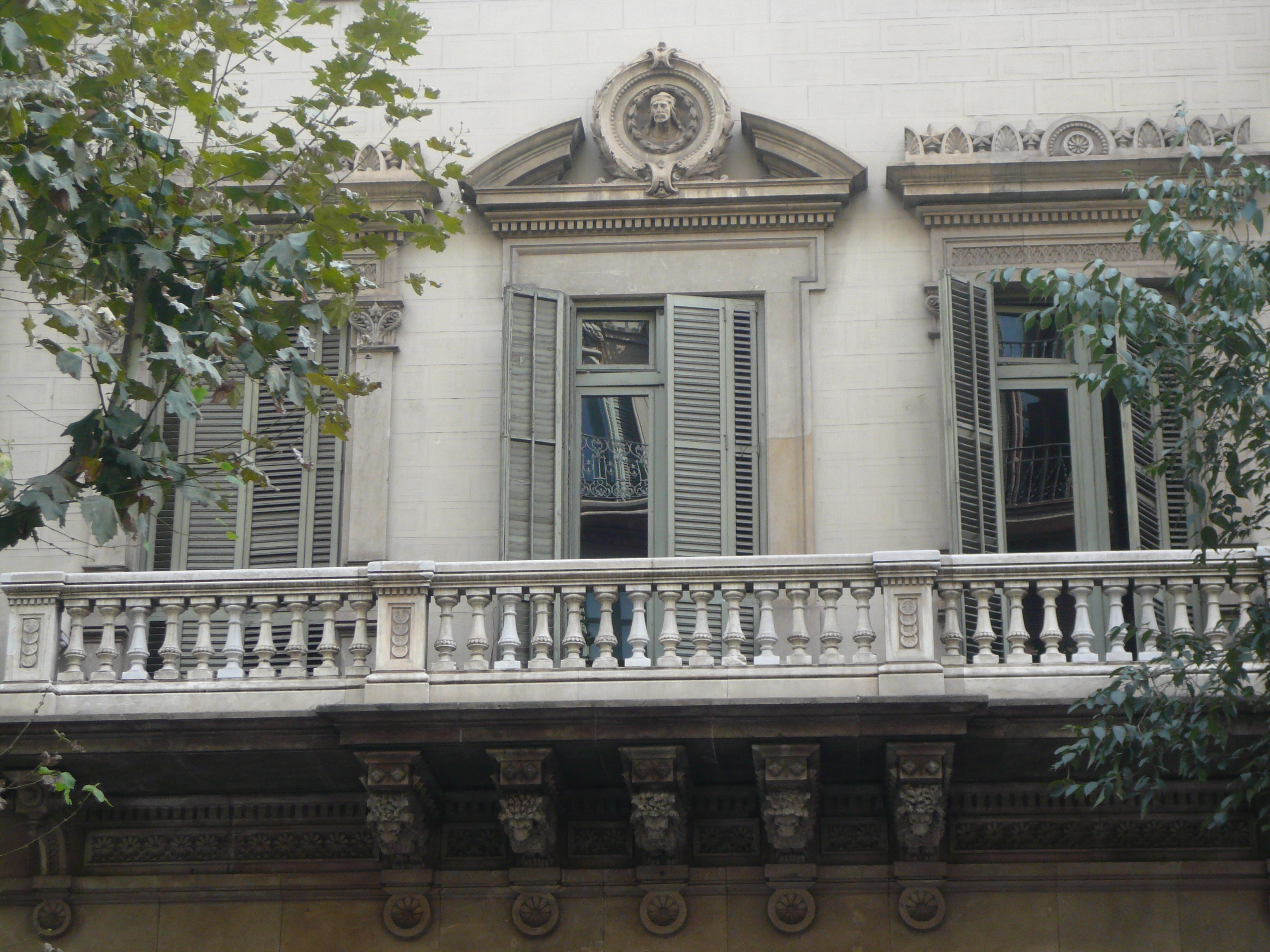
Balcó principal
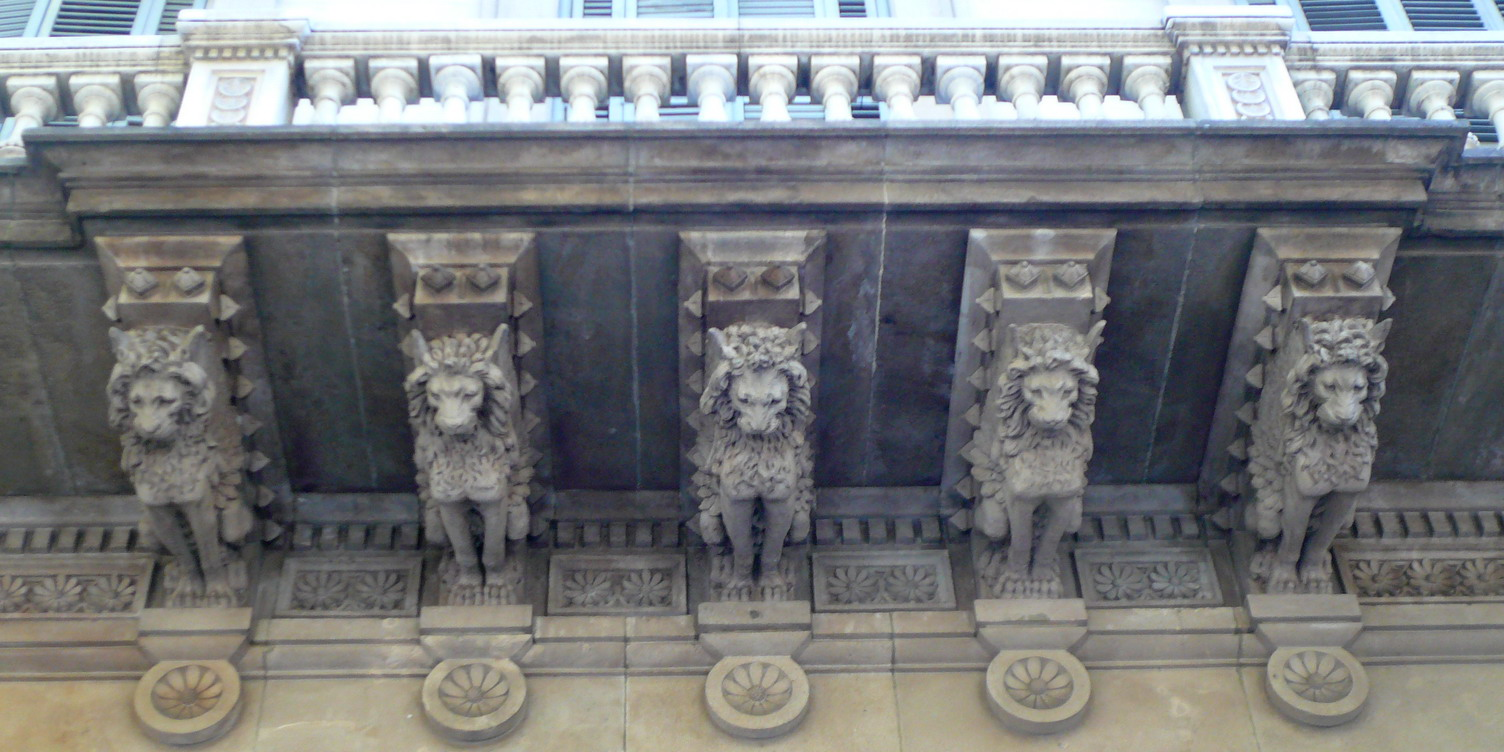
Lleons sota un balcó
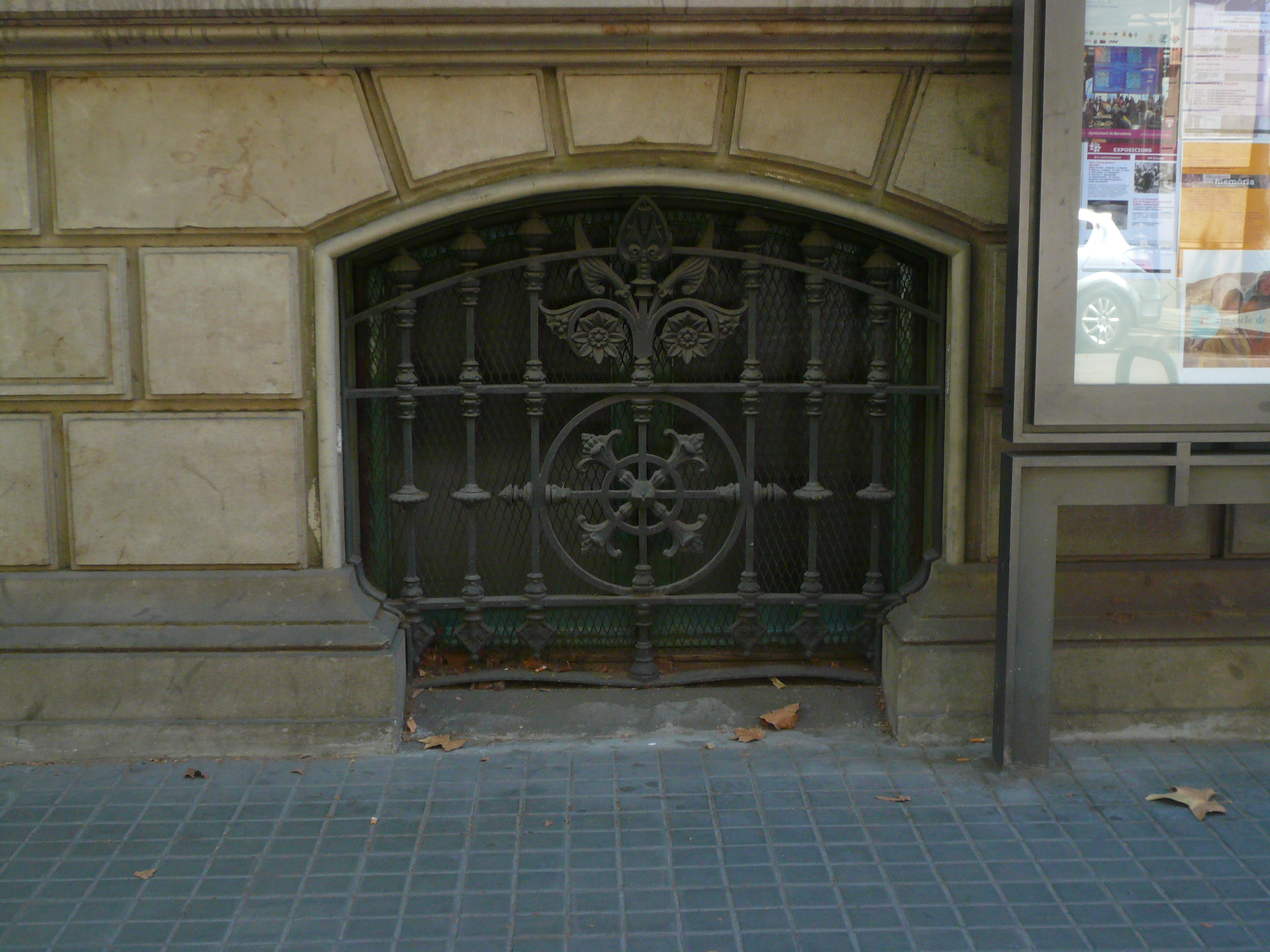
Finestres de la planta semisoterrani